# Hôtel Beauharnais
El Hôtel Beauharnais es una hotel francés ubicada en el n. 78 rue de Lille, en París que es la residencia del embajador alemán en Francia, la embajada en sí está en la avenida Franklin-D.-Roosevelt.
Toma su nombre del más ilustre de sus ocupantes, Eugène de Beauharnais, virrey de Italia, yerno del emperador francés Napoléon.
Todo el hotel, así como su patio y jardín, han sido clasificados como monumentos históricos desde un decreto del 27 de julio de 1951.

## Historia

### Antiguo régimen
Fue construida por Germain Boffrand, quien adquirió alrededor de 1710 una franja de tierra a lo largo de la orilla izquierda del Sena. En su terreno, Boffrand construyó varias residencias. Para sí mismo, construyó un hotel cuyo jardín se une al Sena, el actual Quai Anatole-France. Hacia el sur, se abre a la rue de Bourbon, más tarde a la rue de Lille.
El arquitecto apenas sacó provecho de su residencia, ya que la vendió, un año después de su instalación, a Jean-Baptiste Colbert, marqués de Torcy, sobrino de Colbert.
Posteriormente,  tuvo varios otros propietarios. En 1766 fue comprada por el duque de Villeroy.

### Primer imperio
El 20 de mayo de 1803 , Eugène de Beauharnais, de 22 años, yerno del Primer Cónsul Napoleón Bonaparte, lo compró por la suma de 195 000 francos. Estaba entonces bastante deteriorado.
Al año siguiente, Eugenio fue nombrado Archicanciller del Imperio y luego Virrey de Italia. Los gastos de las obras (no por parte de Eugène, que vio poco allí, sino de su hermana Hortense y de su madre Joséphine. conmovieron a la opinión pública y Napoleón encargó a Fouché que se enterara de las acciones del arquitecto Laurent- Edmé (conocido como Nicolás) Bataille y el administrador del mobiliario imperial, Étienne-Jacques-Jérôme Calmelet-Durozoy.
El 3 de febrero de 1806, en una carta, regañó a su yerno por haber arrojó grandes sumas al río ". Eugene defiende a sus arquitectos y presenta sus cargos para justificar su falta de supervisión. Napoleón respondió que embargaba el hotel, que solo fue habitado por su propietario durante una corta estancia en París en 1811.

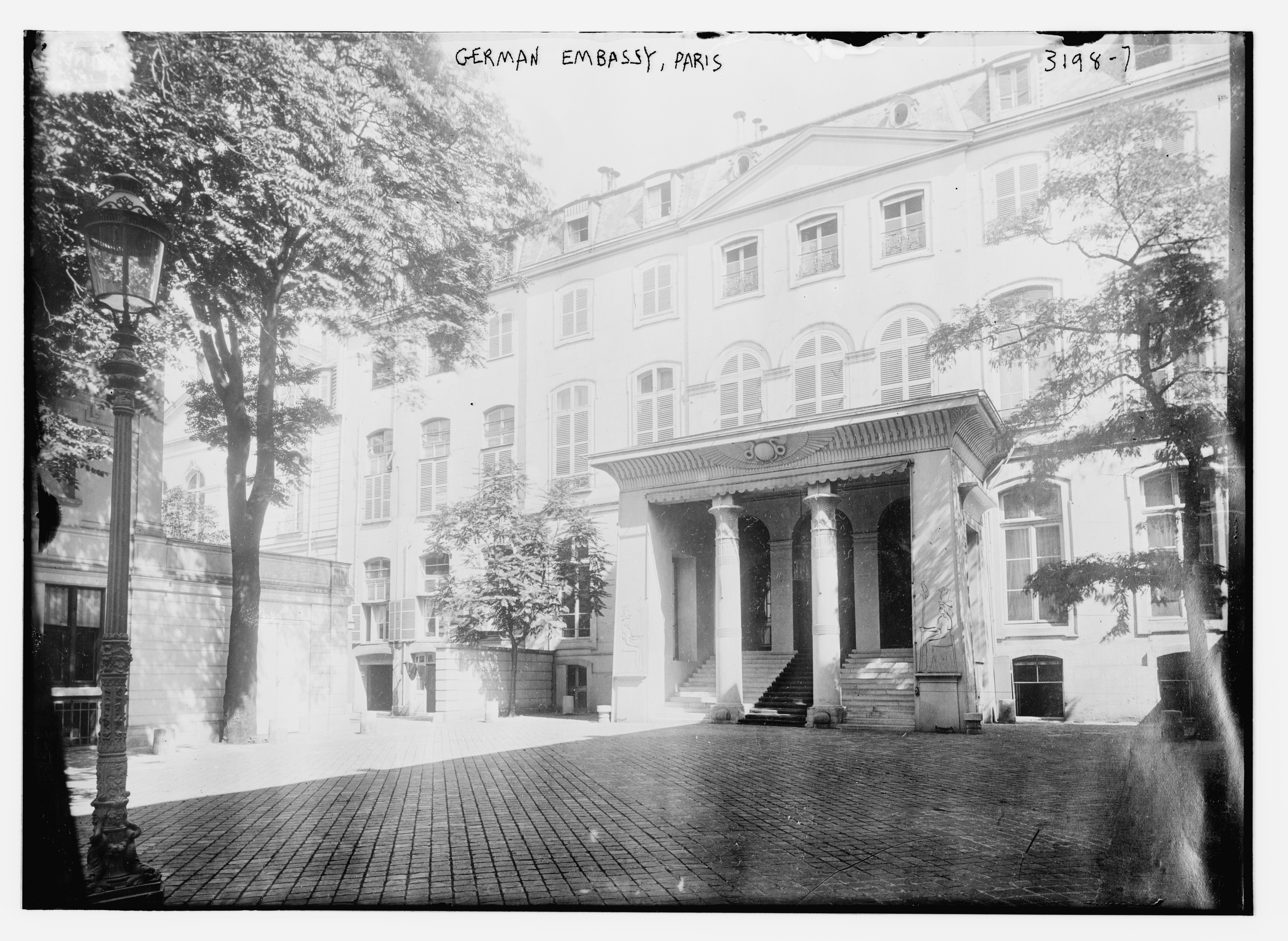
El patio principal en 1910.

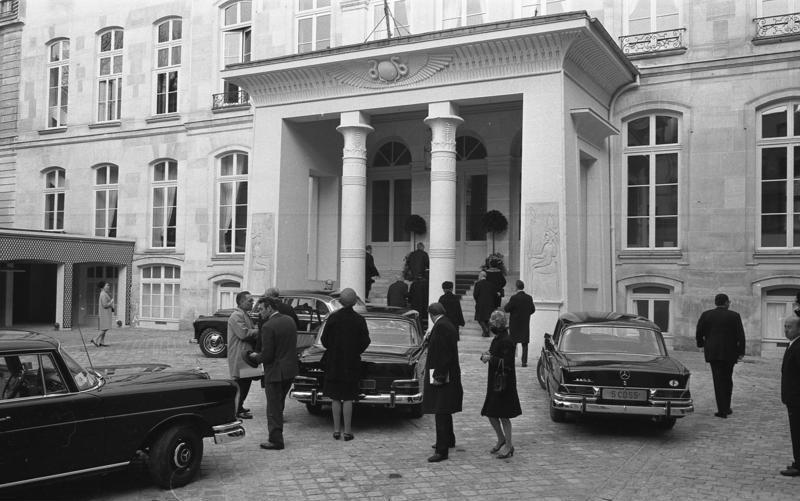
El porche de estilo egipcio del Hôtel Beauharnais en 1968.

La modificación más espectacular de los arquitectos fue la adición de un porche de estilo egipcio.

### Embajada de Prusia y Alemania
Cuando los aliados entraron en París en 1814, el rey de Prusia, Frédéric-Guillaume III, la convirtió en su hogar. Le gustó tanto el hotel que quiso convertirlo en la sede de la legación prusiana, para competir con la embajada británica. El edificio, su mobiliario y sus dependencias se compran el 18 de febrero de 1818 por 575.000 francos, pagados directamente por el rey.
Se convirtió en la embajada oficial de Prusia en 1862. Otto von Bismarck, quien fue embajador allí brevemente entre mayo y septiembre del mismo año, le escribió a su esposa sobre el edificio: "Podríamos estar en cualquier parte del bosque o en el campo. Todo está orientado al norte, es frío y húmedo, huele a humedad y a pozo negro", incluso si hubiera sido para disuadir a este último de unirse a ella". Volvió a entrar en junio de 1867 con Guillaume I para asistir a la Exposición Universal. Se realiza una recepción en el hotel, donde se invita a Napoleón III, después de visitar la Embajada Austro-Húngara y la de Rusia; un diplomático escribió: "Alrededor de las 11 p. m., gran empujón : el emperador llega con la emperatriz. Mientras tanto, Bismarck está junto al barril de cerveza en el jardín".
Durante la guerra franco-prusiana de 1870, la embajada estuvo desocupada. Cuando se proclamó el Imperio alemán bajo el dominio de los prusianos en 1871, el hotel se convirtió lógicamente en la embajada del nuevo estado. En ese momento, ningún político alemán podía ir allí: en 1874, Luis II de Baviera llegó allí bajo una identidad falsa, entonces la madre del emperador Guillermo II, Victoria. Mientras el espíritu de venganza impregnaba la época, el presidente francés Sadi Carnot fue allí en 1890. En 1914, la embajada fue evacuada y no volvió a abrir hasta 1924 tras la ocupación del Ruhr.

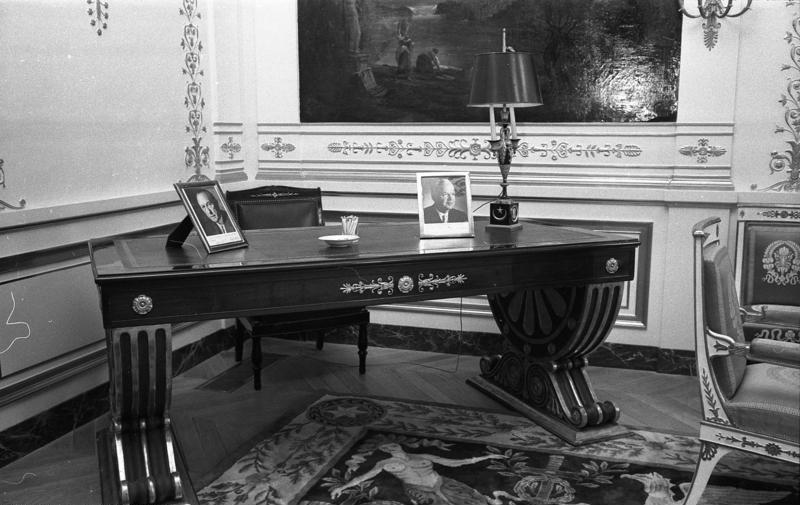
Oficina de Bismarck en 1968.

En 1933, el embajador Roland Köster intentó eludir las directivas de despido de sus ayudantes judíos e inicialmente se negó a izar la bandera nazi. En 1936, su sucesor, Johannes von Welczeck, aplicó por su parte todas las directivas de Berlín. Allí se recibe con un saludo nazi a la pareja germanófila Eduardo VIII y Wallis Simpson, así como a la cineasta Leni Riefenstahl. También fue donde el activista antinazi judío Herschel Grynszpan asesinó al tercer consejero de la embajada, Ernst vom Rath, el 7 de noviembre de 1938 por la mañana. Al día siguiente, Adolf Hitler desencadena la Kristallnacht.
En 1939, después de que Francia declarara la guerra a Alemania, la embajada fue nuevamente evacuada. Durante la ocupación de París por los alemanes, el embajador alemán, el francófilo Otto Abetz, residió en el hotel. Aboga por un entendimiento intelectual entre los dos países, recibiendo escritores y actores. Incluso si las autoridades alemanas piden que las obras de arte saqueadas a los judíos no estén visibles en la embajada, allí se exhiben piezas de la colección de los Rothschild del Château de Ferrières, en particular pinturas de Horace Vernet o la oficina de Metternich.
Al final de la Segunda Guerra Mundial en 1944, fue confiscado por el Estado francés, que instaló allí parte de los servicios del Ministerio de Asuntos Exteriores, luego los del Hôtel Matignon. Fue durante este período, en 1951, que el hotel fue clasificado como monumento histórico. Es en este hotel que se lleva a cabo, en , un baile de disfraces de la época del Directorio con motivo del 150 aniversario del Consejo de Estado.
Alemania encontró una representación permanente en 1955 con un cónsul general, pero aún no usaba el edificio. Por decreto de la Asamblea Nacional del 20 de julio de 1961, en el contexto de la reconciliación franco-alemana, el hotel fue devuelto a la República Federal de Alemania (RFA) el 26 de marzo de 1962, y así retoma su destino inicial, hasta el traslado de los servicios de la Embajada Alemana al n 13-15 avenida Franklin-D.-Roosevelt en la 8 municipio Desde entonces, el Hôtel Beauharnais ha servido como residencia del embajador. A principios de los años 60 se llevó a cabo una primera restauración ; la embajada es inaugurada en presencia del presidente Charles de Gaulle el 3 de febrero de 1968; ese día, el retrato de Bismarck fue retirado y nunca más se volvería a colgar a partir de entonces.
Con motivo del bicentenario de la presencia alemana en el Hôtel de Beauharnais, este último se ha beneficiado, desde principios del siglo XXI, de una escrupulosa restauración de sus decoraciones interiores de estilo Imperio.
En el interior, notamos en particular las decoraciones del Salon des Quatre Saisons, el dormitorio de Hortense de Beauharnais y el Salon Cerise.

### Texto de Arthur-Lévy

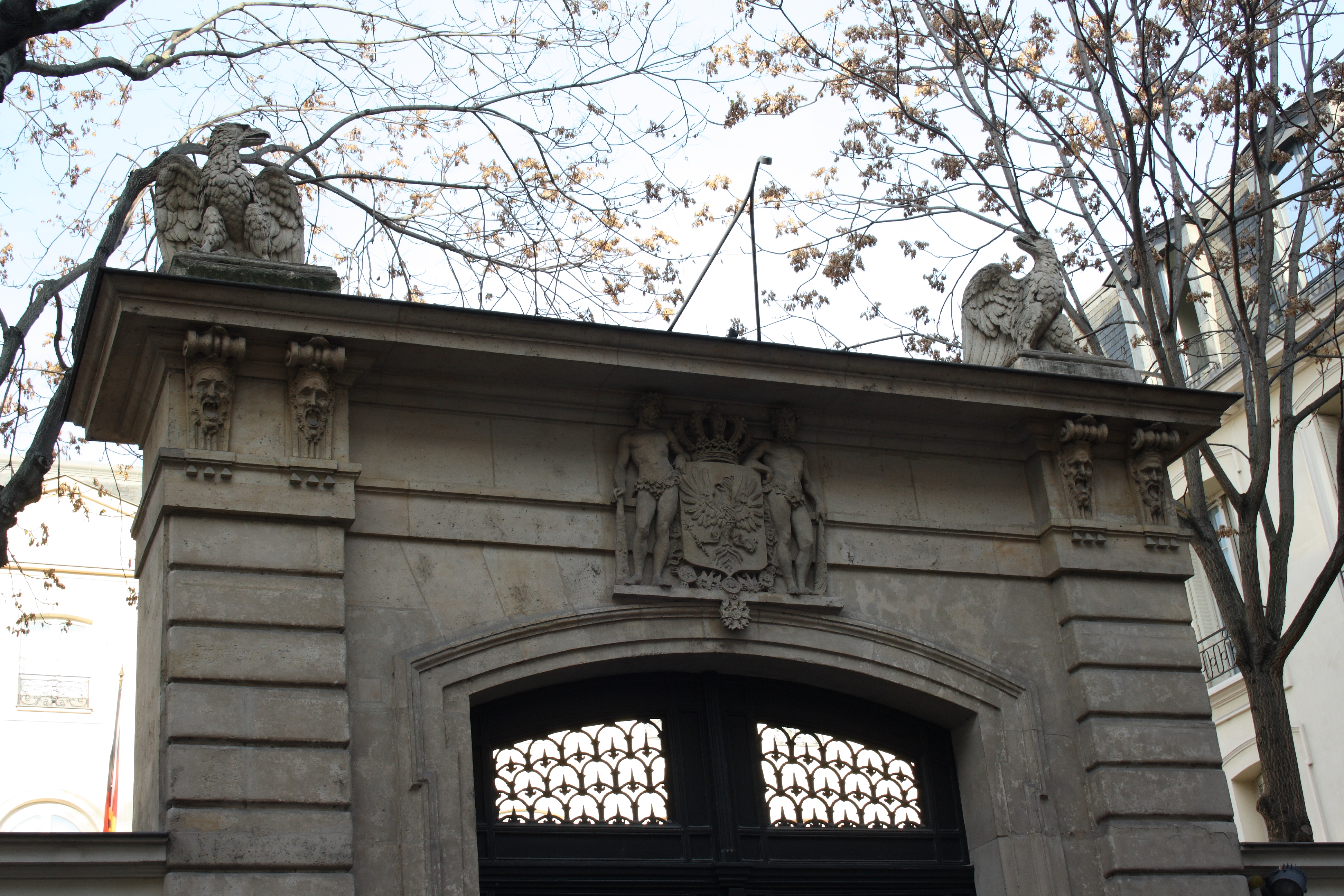
Escudo de armas del Reino de Prusia (pórtico que da a la rue de Lille).

Se sospecha que el señor Calmelet y un tal Bataille, a quien utiliza como arquitecto y tapicero, se llevan de una manera contraria a mis intereses, y me inclino bastante a dar crédito a las diversas informaciones que me llegan, cuando considérese que presentaron una cuenta de un millón de gastos en una casa del príncipe Eugenio que arreglaron y donde, ciertamente, no gastaron 200.000 francos.